# CF Ouagadougou
CF Ouagadougou (Commune Football Club de Ouagadougou) ist ein Sportverein aus der Hauptstadt des westafrikanischen Staates Burkina Faso. Seine Heimspiele trägt er in verschiedenen Stadien der Hauptstadt aus.

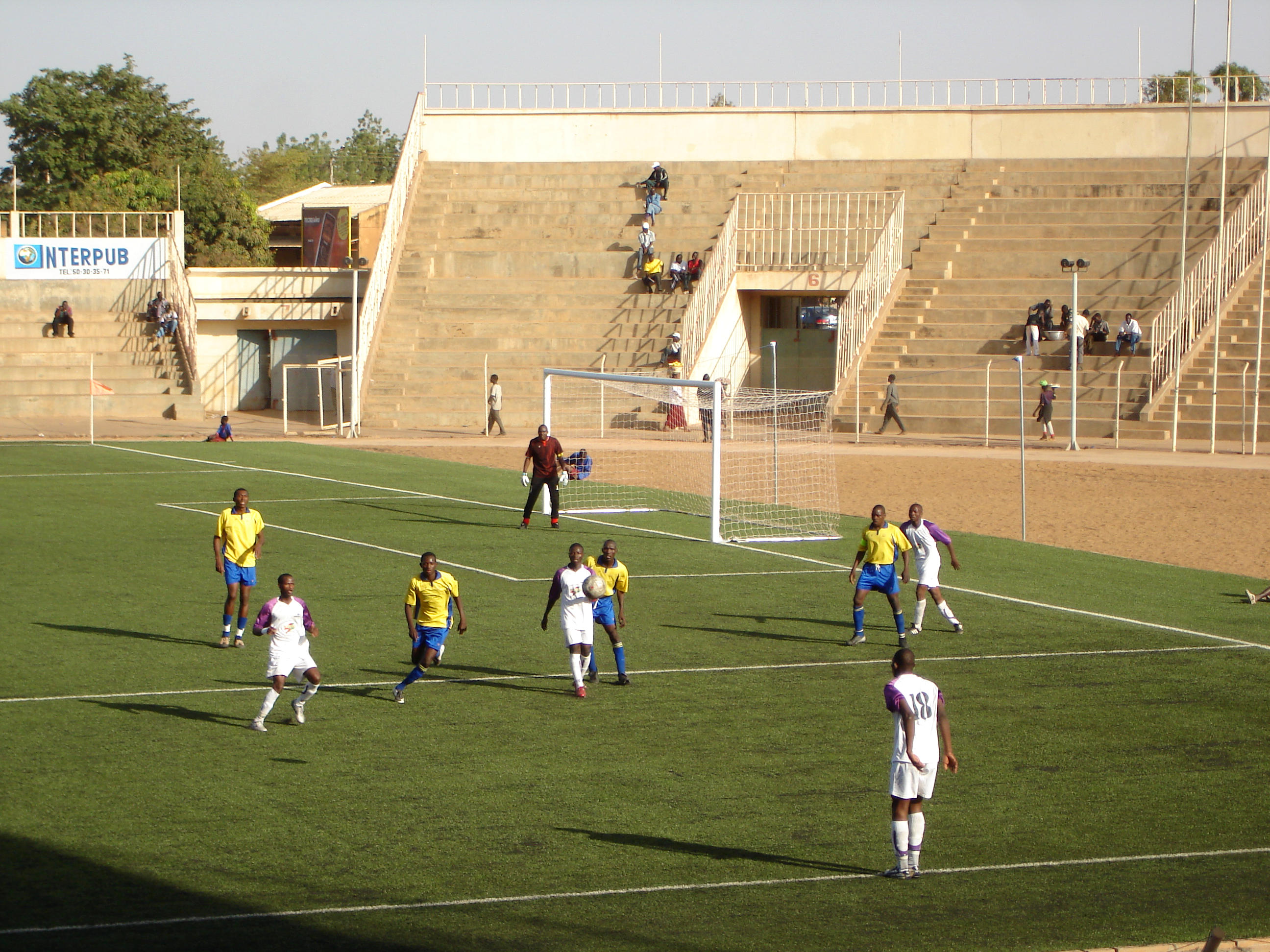
Spiel gegen AS-SONABEL Ouagadougou

Obwohl er als Außenseiter in seine zweite Erstligasaison gestartet war, konnte der Verein 2007 überraschend seine erste Meisterschaft feiern.

## Statistik in den CAF-Wettbewerben
| Wettbewerb                | Runde         | Gegner           | Hinspiel | Rückspiel |  |
| ------------------------- | ------------- | ---------------- | -------- | --------- |  |
|                           |               |                  |          |           |  |
| CAF Champions League 2008 | Qualifikation | AS Douanes Dakar | 0:0 (A)  | 2:3 (H)   |  |